# Sant Salvador del Canadell
L'ermita de Sant Salvador del Canadell és una petita capella d'origen romànic, pràcticament refeta amb tradició gòtica, situada al terme municipal de Calders (Moianès), protegida com a bé cultural d'interès local.

## Descripció

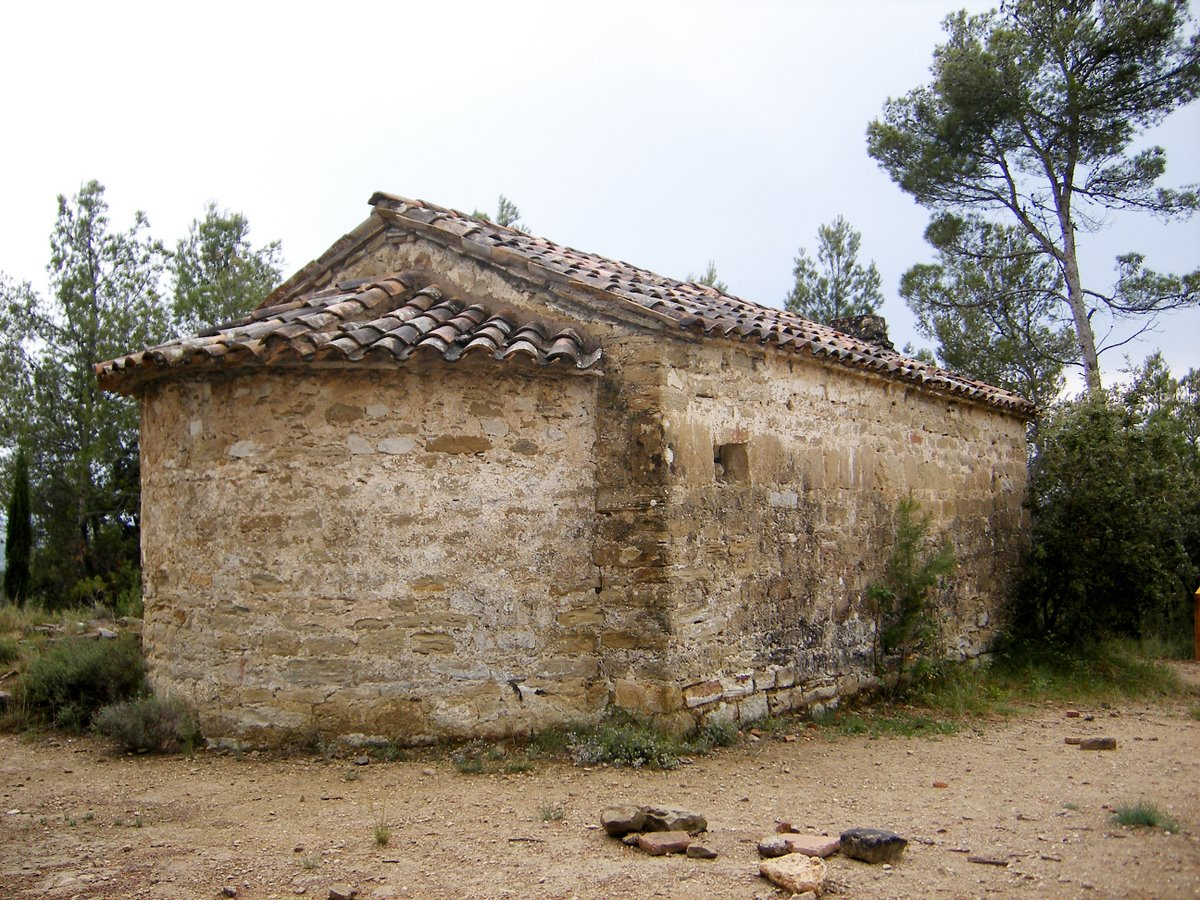
L'absis

És de planta rectangular i una sola nau acabada amb absis orientat a llevant, coberta amb volta de canó. Les parets estan fetes de filades de carreus més o menys quadrats. Té dos finestrells poc vistents i, a la façana principal, un portal adovellat, amb una senzilla motlluració que té dos carreus a la base. Té l'inici d'una espadanya damunt la façana de ponent. Adossats a la banda de migdia, es conserven els fonaments d'una construcció romànica anterior (mur, enllosat i absis). La capella que actualment es conserva sencera és d'obra gòtica de tradició romànica.

## Història
Està documentada des del 1206, i el segle xiv (entre 1361 i 1438, com a mínim) apareix com a parroquial, tot i que la resta de documentació existent la situa de sufragània de Sant Pere de Viladecavalls.
Altres notícies són de visites Pastorals (1523-1652), publicades per A. Pladevall, en les quals dona notícia que Joan Canadell hi va fundar una caritat de pa cuit, i en les quals es diu que s'anomeni entre els feligresos de Viladecavalls a dos administradors per tenir cura de la capella.
El 1743 es pagava un retaule nou, que s'havia fet per la capella. Es conserva una campana de bronze amb la data de 1703, que es troba al mas del Canadell. El 1936 fou profanada, i des d'aleshores no s'ha obert al culte.
El 1999 s'hi ha realitzat una intervenció arqueològica posant al descobert els fonaments i l'enllosat de la construcció romànica primitiva i s'ha excavat el subsòl interior. Material escadusser aparegut entre l'arrebossat del mur de la capella actual podria indicar una cronologia al voltant del segle xvii.